# 少兒頻道
少兒頻道，是以4-14歲的少年和兒童（少兒）為主要收視對象的電視頻道，在中國大陸普遍帶動了25-34歲的年輕父母為次要收視對象。

## 中國大陸
中国大陆的少儿频道，主要为响应时任中共中央总书记胡锦涛提出的未成年人思想道德建设工作而开办的政策性电视频道。
根据中央指示要求并经国家广电总局批准，中国中央电视台于2003年12月28日开播少儿频道。此后，各省、自治区、直辖市和地市电视台也根据《关于进一步加强和改进未成年人思想道德建设的若干意见》的要求，逐步开设少儿频道。截至2004年11月，中国大陆有16个副省级以上电视台的少儿频道已经开播、正在筹备或正在申办。
截至2019年，中國大陸的上星少兒頻道包括中国中央电视台少儿频道、湖南电视台金鹰卡通频道、北京电视台卡酷少儿频道、广东广播电视台嘉佳卡通卫视、上海电视台哈哈炫动卫视、優漫卡通衛視。